# Epalpus peruvianus
Epalpus peruvianus är en tvåvingeart som först beskrevs av Macquart 1848.  Epalpus peruvianus ingår i släktet Epalpus och familjen parasitflugor.
Artens utbredningsområde är Ecuador. Inga underarter finns listade i Catalogue of Life.